# Anden Italienske Uafhængighedskrig
Den Anden Italienske Uafhængighedskrig, også kaldet den fransk-østrigske krig blev udkæmpet i 1859 mellem Napoleon 3. af Frankrig og Kongedømmet Sardinien på den ene side mod Kejserriget Østrig på den anden side.

## Hændelser
- 20. maj: Fransk infanteri og sardinsk kavaleri slår den østrigske hær i slaget ved Montebello og den østrigske hær trækker sig tilbage
- 26. maj: Giuseppe Garibaldis alpejægere vinder over østrigske styrker i slaget ved Varese
- 27. maj: Alpejægerne slår østrigerne igen i slaget ved San Fermo, og rykker ind i Como
- 30. maj: Sardinske styrker slår østrigske styrker i slaget ved Palestro
- 4. juni: Franske styrker slår østrigske styrker i slaget ved Magenta
- 20.-24. juni: Napoleon III og Viktor Emanuel II slår en østrigsk hær ledet af kejser Franz Josef i slaget ved Solferino. Dette slag fører til at Henri Dunant danner Røde Kors
- 11. juli: Truet af revolution i Ungarn indgår den østrigske keiser Franz Josef en våbenhvileaftale med Napoleon III i Villafranca